# Бозкурт
«Серые волки» или «Бозкурт» (тур. Bozkurtlar или тур. Bozkurtçular, официальное самоназвание тур. Ülkücülük — Идеалисты) — турецкая террористическая националистическая молодёжная организация. Создана в конце 1960-х годов по инициативе полковника Алпарслана Тюркеша под патронажем Партии националистического движения (MHP), с которой иногда отождествляется. По другим версиям, существовала с 1948 года. Является наиболее радикальным крылом MHP, придерживается идеологии пантюркизма. Активно участвовала в политическом насилии 1970-х годов, действовала в рамках международной антикоммунистической системы Гладио. Боевики организации обвинялись в ряде убийств и террористических актов, в том числе в покушении на Папу Римского Иоанна Павла II. С 1990-х годов переключилась на борьбу с курдским национальными движением и этноконфессиональными меньшинствами. С 2015 года является ближайшим союзником правящей партии Турции ПСР. После кончины Тюркеша возглавляется Девлетом Бахчели.

## Идеология
Название и символика организации восходит к тюркской мифологии, в которой волк является символом доблести и чести. Подчёркивается приверженность идеалистическому миропониманию. Национализм и пантюркизм поставлены в идейные приоритеты, целью борьбы названо создание Великого Турана на основе турецкой национальной традиции, культуры и общественного уклада.
В данной концепции очевидны расистские черты, тезисы о превосходстве тюркской расы и турецкой нации. В то же время турком провозглашается каждый, кто разделяет национальные ценности и соответствующее мировоззрение.
Мусульманское вероисповедание является условием членства в организации, но оно не переходит в исламизм, поскольку этнокультурный фактор ставится выше религиозного.
В качестве противников названы тоталитарные идеологии, причём не только коммунизм, но и фашизм. Последнее выглядит парадоксально, учитывая откровенно неофашистский характер доктрины «Серых волков». Акцентирована также враждебность к капитализму как материалистической системе и империализму, угрожающему турецкой независимости.
Характеризующие черты «Серых волков» — упование на насилие как универсальный метод достижения цели и культ жертвенности в борьбе.
Всё это отражено в «Клятве идеалиста», которую приносит каждый вступающий в организацию:

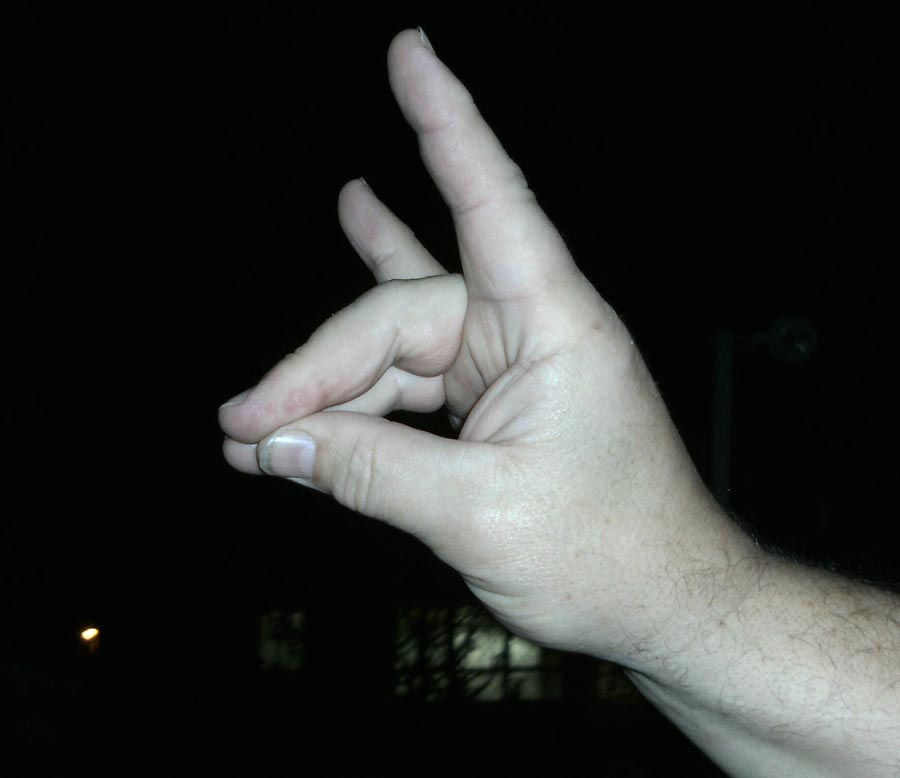
Знак «Серых волков»

Клянусь Богом, Кораном, Родиной и её флагом.
Наши герои и ветераны могут быть уверены: приверженная идеалам Турции молодёжь продолжит ваше сражение против коммунизма, капитализма, фашизма и любых разновидностей империализма. Наша борьба будет до последнего воина, до последнего вздоха, до последней капли крови. Наша борьба будет за националистическую Турцию, вплоть до [создания] Турана. Приверженная идеалам Турции молодёжь никогда не отступит, мы будем непоколебимы. Мы победим. Мы победим. Мы победим.
Да хранит Бог тюрков и прославляет их.
Аминь.
Оригинальный текст (тур.)Allah’a, Kur-an’a, Vatana, Bayrağa yemin olsun.

Şehitlerim, Gazilerim emin olsun Ülkücü Türk Gençliği olarak, Komunizme, Kapitalizme, Faşizme ve her türlü emperyalizme karşı mücadelemiz sürecektir. Mücadelemiz son nefer, son nefes, son damla kana kadardır. Mücadelemiz milliyetçi Türkiye’ye, Turan’a kadardır. Ülkücü Türk Gençliği olarak, Yılmayacağız, Yıkılmayacağız, Başaracağız, Başaracağız, Başaracağız.
Allah Türk'ü Korusun ve Yüceltsin.

Amin.

Последователи тенгрианства среди Серых волков, преимущественно поклонники творчества выдающегося турецкого поэта, исторического романиста, идеолога туранизма и сторонника тенгрианства Нихаля Атсыза, как правило, заменяют арабское обозначение бога «Аллах» тюркским «Танры». Последняя фраза в таком варианте — Танры Тюркю корусун (Tanrı Türkü Korusun — Господи, благослови тюрков!) принадлежит Нихалю Атсызу.

## Основание и развитие
В феврале 1969 года лидер турецких ультраправых националистов полковник Алпарслан Тюркеш преобразовал консервативную Республиканскую крестьянскую национальную партию в праворадикальную Партию националистического движения (MHP). Новая партия структурировалась по образцам итальянского фашизма и германского нацизма. Это предполагало создание военизированного крыла по типу чернорубашечников и штурмовиков.

Тюркеш сформировал сеть молодёжных групп, которые получили название «Идеалистические очаги», но стали известны как «Серые волки». Более 100 диверсионных лагерей, разбросанных по всей Анатолии, вели военное и идеологическое обучение молодых националистов.

Кадры для молодёжного военизированного крыла рекрутировались партией Тюркеша в основном из двух социальных групп — идеологически мотивированного студенчества и люмпенизированных выходцев из анатолийских деревень, мигрировавших в Стамбул и Анкару. В этой среде идеи крайнего национализма и неофашизма встречали наибольший отклик. В течение десятилетия была отстроена вертикальная структура, организованная по военному образцу, неподконтрольная официальным властям и подчинённая лично Алпарслану Тюркешу.

## Терроризм 1970-х
Вторая половина 1970-х годов прошла в Турции под знаком крупномасштабного политического насилия. Ультраправые, ультралевые и государственные силовые структуры фактически вели друг с другом гражданскую войну малой интенсивности, напоминавшую Свинцовые семидесятые в Италии. С 1976 по 1980 в уличных столкновениях и терактах погибли более 5 тысяч человек. «Серые волки» принимали в этих событиях самое активное участие.
Считается, что структуры полковника Тюркеша действовали в рамках оперативной системы «Контргерилья», которая, в свою очередь, являлась турецким подразделением международной антикоммунистической системы Гладио. Наиболее известными боевыми оперативниками «Серых волков» были Абдулла Чатлы и Халук Кырджи.
Крупнейшими актами насилия с участием «Серых волков» считаются:
- Бойня на площади Таксим 1 мая 1977 — нападение на первомайскую демонстрацию в Стамбуле, более 30 погибших; причастность «Серых волков» формально не установлена, но рассматривается как весьма вероятная[20][21].
- Резня на площади Беязыт 16 марта 1978 — вооружённое нападение на левых студентов Стамбульского университета, 7 убитых[22]
- Побоище в Кахраманмараше 19—26 декабря 1978 — столкновения ультраправых с алевитами, приведшие к гибели более 100 человек[23].
- Большой резонанс вызвало убийство редактора леволиберальной газеты Milliyet Абди Ипекчи 1 февраля 1979[24]

Считается, что за указанный период «Серые волки» потеряли убитыми около 1,3 тысячи человек, их противники — 2,1 тысячи.

## Переворот 1980. Зарубежная деятельность
12 сентября 1980 года командование вооружённых сил Турции во главе с генералом Кенаном Эвреном совершило государственный переворот. Установленный военный режим носил правонационалистический характер, близкий к идеологии MHP и «Серых волков», но жёстко подавлял политический экстремизм как левого, так и правого толка.
MHP и «Серые волки» были запрещены, многие лидеры и активисты, начиная с Алпарслана Тюркеша, оказались в тюрьме либо бежали из Турции. Состоялся судебный процесс, в ходе которого были документально установлены совершённые «Серыми волками» убийства 594 человек (в частности, профсоюзного лидера, член Всемирного совета мира К. Тюрклера, писателей У. Кафтанджиоглу и Д. Тютенгиля).
Оставшиеся на свободе «Серые волки» вынуждены были перенести основную деятельность за пределы Турции. Особенно сильное влияние они приобрели среди турецких рабочих, проживающих в Австрии и ФРГ. Оперативные базы организации были созданы также во Франции и Швейцарии. Постепенно организационная сеть «Серых волков» распространилась на Нидерланды и Бельгию. В 1982 году отмечался оперативный контакт Абдуллы Чатлы с лидером радикальных итальянских неофашистов Стефано Делле Кьяйе.
Наиболее резонансной акцией стало покушение на Папу Римского Иоанна Павла II, совершённое Мехметом Али Агджой (убийца Абди Ипекчи) 13 мая 1981 года. Сообщником Агджи считался другой видный активист «Серых волков» Орал Челик.
Абдулла Чатлы, находясь во Франции, планировал теракты против армянской АСАЛА. Он организовал также взрыв памятника жертвам геноцида армян в пригороде Парижа 3 мая 1984.
18 июня 1988 года сторонник «Серых волков» Картал Демираг предпринял неудачную попытку покушения на премьер-министра Турции Тургута Озала — за его политику нормализации отношений с Грецией, которую националисты считали «национальным предательством».

## Активность после восстановления
Со второй половины 1980-х шёл процесс релегализации Партии националистического движения. В 1993 партия вернула прежнее название и возобновила деятельность в полном объёме. Восстановилась и молодёжная военизированная организация националистов.
Сложным для «Серых волков» стал период с осени 1996 по весну 1997. 3 ноября 1996 в Сусурлуке погиб в автокатастрофе Абдулла Чатлы, наиболее авторитетный и популярный член организации. Поскольку вместе с Чатлы, находившимся в розыске за терроризм и наркобизнес, в момент гибели находилась не только подруга, но и полицейский чин с депутатом парламента, разразился крупный политический скандал.
4 апреля 1997 скончался Алпарслан Тюркеш. Потеря бесспорного лидера дестабилизировала партию и молодёжную организацию. Возник конфликт между сторонниками Йылдырыма Тугрула Тюркеша-младшего и Девлета Бахчели. Председателем был избран Бахчели, но ему потребовалось время, чтобы утвердить своё авторитарное руководство.

### 1990-е
Дезактуализация коммунистической угрозы в 1990-х вывела на первый план в действиях «Серых волков» противостояние курдскому сепаратистскому движению и «антитурецким проявлениям» со стороны национальных и конфессиональных меньшинств. В марте 1995 «Серые волки» участвовали в столкновениях с алевитами в Стамбуле. В мае 1998 совершили серию нападений и убийств левых и курдских активистов.
6 июля 1996 в кипрской столице Никосии выстрелом в голову был убит журналист Кутлу Адалы. 11 августа 1996 «Серые волки» напали на демонстрацию протеста против турецкой оккупации на Кипре, в результате 1 демонстрант (Тасос Исаак) был убит и более 40 были ранены и травмированы.

### 2000-е
На протяжении 2002—2005 годов был зафиксирован ряд акций «Серых волков» антикурдского, антиармянского и антигреческого характера. В ноябре 2006 «Серые волки» протестовали против визита в Турцию Папы Римского Бенедикта XVI.

### 2010-е
9 ноября 2010 года в столкновении между турецкими и курдскими националистами погиб студент Хасан Шимшек, активист «Серых волков». Его похороны вылились в мощную демонстрацию ультраправых, с речью выступил Девлет Бахчели.
Осенью 2011 года полиция Анкары провела крупную операцию против «Серых волков». Тридцать шесть человек подверглись задержаниям, было изъято большое количество оружия.
24 апреля 2012 года «Серые волки» устроили на стамбульской площади Таксим акцию протеста против празднования годовщины геноцида армян. В октябре 2013 года мощная протестная кампания была направлена против переговоров с курдскими сепаратистами. В июле 2014 года националистическая молодёжь устроила беспорядки в Кахраманмараше — поводом послужило присутствие беженцев от Гражданской войны в Сирии. В октябре 2014 года произошли новые кровопролитные столкновения между курдами, «Серыми волками» и полицией.
24 ноября 2015 года турецкими ВВС был сбит Су-24 ВКС РФ. Катапультировавшийся экипаж подвергся обстрелу с земли боевиками, причислявшими себя к Бозкурту, в результате командир экипажа погиб. Ответственность за убийство на себя взял член Бозкурт Альпарслан Челик.

## От оппозиции к союзу с Эрдоганом
С 2002 года у власти в Турции стоит Партия справедливости и развития (ПСР) во главе с Реджепом Тайипом Эрдоганом. MHP и «Серые волки» находились в оппозиции, поскольку привержены секуляризму Ататюрка, были не согласны с социально-экономической и международной политикой Эрдогана. Девлет Бахчели прямо угрожал премьеру уличным насилием. Между Бахчели и Эрдоганом возникла резкая полемика, причём со стороны лидера националистов звучали откровенные угрозы в адрес премьер-министра и его партии. В ответ Эрдоган напомнил о террористической истории «Серых волков».

Девлет Бахчели: Господин Эрдоган, приходите на площадь Таксим с десятью тысячами ваших бойцов, и я приду с тысячей моих «Серых волков». Вы будете без оглядки бежать до Касымпаша.

Реджеп Тайип Эрдоган: Вы ходите с серыми волками, господин Бахчели? А я — с благородными человеческими существами. Наша молодёжь не совершала тех преступлений, которыми преисполнено ваше прошлое.

Однако с 2015 года МНР является союзником ПСР. Одной из причин провала военного переворота 2016 года стало то, что офицеры, симпатизирующие МНР, поддержали Эрдогана. Перед выборами 2018 года партии заключили электоральный союз, получив совместно 53,7 % голосов. Выступая на митинге в марте 2018 года, Реджеп Эрдоган продемонстрировал жест «серых волков» (поднятые указательный палец и мизинец).

## Пантюркистская экспансия
Идеология пантюркизма побуждает «Серых волков» к активной экспансии за пределами Турции. Организация поддерживает тесные связи не только с турецкими диаспорами в Европе и с Северным Кипром, но и с уйгурским сепаратистским движением в КНР.
После распада СССР отмечается активное проникновение «Серых волков» в Азербайджан, где было создано отделение структуры под руководством министра внутренних дел в 1992—1993 Искандера Гамидова. Около 200 турецких активистов участвовали на азербайджанской стороне в войне с Арменией.
Фиксировались эпизоды участия «Серых волков» в боевых действиях на стороне чеченских сепаратистов.
В Башкортостане в 2000-е и 2010-е существовала башкирская национальная организация «Кук-Буре», которая нередко отождествлялась с «Серыми волками». Само название «Кук-Буре» означает "Небесный волк", а в организации был популярен жест «Серых волков».

## Статус по странам в мире
В 1995 году «Серые волки» были запрещены в Азербайджане за причастность к мятежу против Гейдара Алиева.
15 марта 2005 года решением Верховного Суда Республики Казахстан «Серые волки» были признаны террористической группировкой, а их деятельность запрещена на территории Казахстана.
В 2015 году член Совета Федерации РФ Андрей Клишас обратился в прокуратуру с просьбой признать «Серых волков» террористической организацией и запретить их деятельность на территории России. Российский совет по международным делам признаёт эту группировку экстремистской.
В ноябре 2020 года деятельность «Серых волков» была запрещена на территории Франции.